# Bądkowo (gromada w powiecie ciechanowskim)
Bądkowo – dawna gromada, czyli najmniejsza jednostka podziału terytorialnego Polskiej Rzeczypospolitej Ludowej w latach 1954–1972.
Gromady, z gromadzkimi radami narodowymi (GRN) jako organami władzy najniższego stopnia na wsi, funkcjonowały od reformy reorganizującej administrację wiejską przeprowadzonej jesienią 1954 do momentu ich zniesienia z dniem 1 stycznia 1973, tym samym wypierając organizację gminną w latach 1954–1972.
Gromadę Bądkowo z siedzibą GRN w Bądkowie utworzono – jako jedną z 8759 gromad na obszarze Polski – w powiecie ciechanowskim w woj. warszawskim, na mocy uchwały nr VI/10/1/54 WRN w Warszawie z dnia 5 października 1954. W skład jednostki weszły obszary dotychczasowych gromad Bądkowo, Gutkowo i Sarnowa Góra oraz wieś Kosmy Wielki z dotychczasowej gromady Chróścice ze zniesionej gminy Sońsk, a także obszar dotychczasowej gromady Brodziencin ze zniesionej gminy Ojrzeń, w tymże powiecie. Dla gromady ustalono 15 członków gromadzkiej rady narodowej.
31 grudnia 1959 z gromady Bądkowo wyłączono (a) wieś Brodzieńcin i kolonię Brodzieńcin Towarzystwo, włączając je do gromady Ojrzeń oraz (b) wieś Sarnowa Góra i kolonie Kosmy-Pruszki i Kosmy Wielkie, włączając je do gromady Sońsk w tymże powiecie, po czym gromadę Bądkowo zniesiono a jej (pozostały) obszar włączono do gromady Gąsocin tamże.